# مونيكا غونارسون
مونيكا غونارسون هي عدائة مشي سويدية، ولدت في 22 أبريل 1965.

## وصلات خارجية
- مونيكا غونارسون على موقع الاتحاد الدولي لألعاب القوى (الإنجليزية)